# Zenon de Souza Farias
Zenon de Souza Farias, detto Zenon (Tubarão, 31 marzo 1954), è un ex calciatore brasiliano, di ruolo centrocampista.

## Caratteristiche tecniche
Giocava come centrocampista. Il suo ruolo era quello di regista, apprezzato per la sua visione di gioco e per la precisione dei passaggi, oltre che per i suoi calci piazzati. Con Sócrates formò una coppia di centrocampisti affiatata ed efficace durante il periodo della Democrazia Corinthiana.

## Carriera

### Club
Cresciuto nell'Avaí dopo aver debuttato nel Campionato Catarinense con l'Hercílio Luz, si impose all'attenzione nazionale nel Guarani di Carlos Alberto Silva che vinse il IV Copa Brasil, guadagnando nello stesso periodo anche la convocazione in Nazionale da parte di Cláudio Coutinho.
Dopo un periodo in Arabia Saudita all'Al-Ahli, tornò in Brasile per giocare nel Corinthians, che attraversava in quel momento una fase particolare della propria storia, chiamata Democrazia Corinthiana; con il club vinse due campionati statali consecutivi. Passato all'Mineiro, vinse gli ultimi titoli di club prima di ritirarsi nel 1992 con il São Bento.

### Nazionale
Ha giocato 3 partite per il Brasile, venendo incluso tra i convocati per la Copa América 1979. Ha inoltre partecipato e vinto a tre edizioni del campionato mondiale di calcio over 35.

## Palmarès

### Club

#### Competizioni nazionali
- Campionato Catarinense: 2

Avaí: 1973, 1975
- Campionato brasiliano: 1

Guarani: 1978
- Campionato paulista: 2

Corinthians: 1982, 1983
- Campionato Mineiro: 2

Atlético-MG: 1985, 1986